# Combat de Margalef
El combat de Margalef del 6 de juny 1413 fou una de les batalles de la Revolta del comte d'Urgell

## Antecedents
La mort d'Enric IV d'Anglaterra feu que el seu fill Enric fos coronat el març de 1413, i Tomàs de Clarència va haver de tornar a Anglaterra amb Menaut de Favars i els seus homes per la coronació, deixant únicament tropes a Bordeus i Aix Aquesta circumstància fou aprofitada pel rei Ferran, que amb ajut castellà s'acull a l'Usatge Princeps namque que li permetia aixecar un exèrcit a expenses dels seus súbdits i va concentrar les tropes a Saragossa, des d'on va recuperar de mans de Jaume II d'Urgell Montearagón i bloquejant Anton de Luna al seu castell de Loarre.

## Batalla
Francesc d'Erill i d'Orcau, partidari de Jaume II d'Urgell, feu retirar fins a Torregrossa les tropes fidels a Ferran d'Antequera.

## Conseqüències
El 27 de juny de 1413, Jaume fracassà davant Lleida i posteriorment el seu exèrcit serà vençut el 10 de juliol fet que li impossibilità de reunir els exèrcits de l'Urgell i d'Aragó a Alcolea de Cinca, i les forces del Regne de València, que després de la derrota l'any anterior havien estat derrotades a la batalla de Morvedre i havien patit una forta repressió per part de les noves autoritats trastamaristes, només es van revoltar a Bunyol, on foren assetjades i derrotades el juliol.